# بات بيريز
بات بيريز (بالإنجليزية: Pat Perez)‏ هو لاعب غولف أمريكي، ولد في 1 مارس 1976 في فينيكس في الولايات المتحدة.

## وصلات خارجية
- بات بيريز على موقع رابطة لاعبي الغولف المحترفين (الإنجليزية)
- بات بيريز على موقع التصنيف العالمي الرسمي للغولف (الإنجليزية)